# Dokkaebi
Un dokkaebi (hangul : 도깨비) est un type d'esprit de la mythologie coréenne, qui apparaît notamment dans les légendes. Bien qu'il soit généralement effrayant, il peut également ressembler à un lutin ou un gobelin à l'aspect grotesque et humoristique. Ces esprits aiment tricher ou faire des plaisanteries aux mauvais gens et bénir ou enrichir les bonnes personnes. Le dokkaebi est différent du gwishin (귀신, fantôme) ou du yogwi (요괴) car il n'est pas constitué de l'âme d'un défunt, mais de la transformation d'un objet inanimé.